# إليزابيث كي غرينستيد
كانت إليزابيث كي غرينستيد (1630- 20 يناير، 1665) من أوائل السود الذين رفعوا دعوى قضائية من أجل التحرر من العبودية في مستعمرات شمال أميركا وفازت بها. ظفرت إليزابيث كي بحريتها وحرية ابنها جون غرينستيد في 21 يوليو من عام 1656 في مستعمرة فيرجينيا. اعتمدت كي في قضيتها على أن والدها كان إنجليزيًا ، وأنها كانت مسيحية مُعمَّدة. بناًء على هاتين الحقيقتين، جادل محاميها الإنجليزي وزوجها ويليام غرينستيد بنجاح بأمر وجوب إعتاقها. كانت هذه الدعوى القضائية واحدة من أولى دعاوي التحرر التي رفعها شخص من أصول زنجية في المستعمرات الإنجليزية.
ردًا على قضية كي وبعض التحديات الأخرى، أقر مجلس بورغيسيس في فيرجينيا قرارًا عام 1662 ينص على أن الحالة الاجتماعية للأطفال المولودين في المستعمرة («مقيدين» أو «أحرار») يتبع للحالة الاجتماعية الخاصة بأمهاتهن. كان هذا القانون مختلفًا عن القانون الإنجليزي الذي تتبع فيه حالة الأطفال الاجتماعية حالة آبائهم. هذا القانون مُستمَد من القانون الروماني الذي يُعرَف باسم بارتوس سيكويتور فينتريم (باللاتينية: Partus sequitur ventrem). عزَّز هذا القانون الحدود الداعمة للعبودية عن طريق التأكيد على فكرة أن كل أطفال الأمات- بغض النظر عن هوية آبائهم أو احتمال وجود أصول أوروبية- سيولدون عبيدًا ما لم يتم إعتاقهم بشكل صريح.

## حياتها المبكرة وتعليمها
وُلدت إليزابيث كي عام 1630 في مقاطعة ووريك في فيرجينيا. كانت والدتها أمة أفريقية ووالدها توماس كي، وهو رجل إنجليزي أبيض يملك مزرعة وعضوًا في مجلس بورغيسيس في فيرجينيا ممثلًا لمقاطعة ووريك.
قرابة عام 1636، اتُهم توماس كي بأنه والد إليزابيث كي ذات العرق المختلط في قضية مدنية في محكمة بلانت بوينت. أنكر التهم الموجهة إليه في البداية. كانت تصل شكاوى عن أطفال غير شرعيين إلى المحكمة لتتم مطالبة الآباء بدعم أولئك الأطفال، بما في ذلك التخطيط لتدريبات مهنية ليتمكنوا من تعلم المهارات الضرورية لكسب معيشتهم. قال توماس كي في البداية أن شخصًا غير محدد من عائلة «تورك» هو والد إليزابيث، لكن استندت المحكمة إلى شهادة شخص أكد أن توماس والدها. بعد ذلك تولى توماس كي مسؤولية إليزابيث، وخطط لعمادتها في كنيسة إنجلترا. قبل وفاته بوقت قصير عام 1636، عهد توماس بحضانة إليزابيث البالغة من العمر ست سنوات إلى هامفري هاغينسن وفق عقد قانوني مدته تسع سنوات. كان من المتوقع أن يرعاها هاغينسون، وهو مالك مزرعة ثري، حتى تبلغ 15 عامًا (بناًء على بلوغ الفتيات السن القانوني، ففي تلك الفترة كانت الفتيات يتزوجن أو يبدأن العمل مقابل أجور عند بلوغهن 15 عامًا). عند بلوغها الخمسة عشر عامًا، ظفرت إليزابيث بحريتها.